# Syzygium brackenridgei
Syzygium brackenridgei là một loài thực vật có hoa trong Họ Đào kim nương. Loài này được (A.Gray) Müll.Stuttg. miêu tả khoa học đầu tiên năm 1858.